# CSM Baia Mare
Dernière mise à jour : 16 octobre 2021.
Le CSM Baia Mare est un club roumain de rugby à XV basé à Baia Mare. Il évolue en SuperLiga, le championnat de première division.

## Palmarès
- Vainqueur du Championnat de Roumanie (8) en 1990, 2009, 2010, 2011, 2014, 2019, 2020 et 2021
- Vainqueur de la Coupe de Roumanie (6) en 1981, 1990, 1999, 2010, 2012 et 2020